# Léo Banos

a Compétitions nationales et continentales officielles uniquement.

b Matchs officiels uniquement.
Dernière mise à jour le 24 novembre 2024.
Léo Banos, né le 16 août 2002, est un joueur français de rugby à XV jouant au poste de troisième ligne aile au Stade toulousain.
Il remporte le Championnat de France en 2024 et 2025 avec le Stade toulousain.

## Biographie

### Jeunesse et formation
Léo Banos est le fils d'Olivier Banos, ancien deuxième ligne de Dax et Mont-de-Marsan. Originaire de Commensacq dans les Landes, il commence le rugby au Parentis SR en 2011,. Puis, après cinq ans passés dans ce club, il rejoint le Stade montois en 2016, à l'âge de 14 ans. En 2019, il intègre le centre de formation du club, avant de signer son premier contrat un an plus tard, en octobre 2020, le liant au club landais jusqu'en 2024.
En janvier 2022, Il est sélectionné en équipe de France des moins de 20 ans pour le Tournoi des Six Nations des moins de 20 ans 2022. Durant cette compétition, il est titulaire lors de cinq matchs de son pays. Les Français terminent à la deuxième place derrière l'Irlande. Quelques mois plus tard, il est appelé pour jouer les Summer Series avec les moins de 20 ans. Il y joue quatre match et marque son premier essai avec les Bleuets, contre la Géorgie (victoire 44 à 17). À l'issue de la compétition, il est nommé dans l'équipe type du Tournoi,.

### Débuts professionnels au Stade montois (depuis 2021)
Léo Banos fait ses débuts professionnels avec le Stade montois le 4 mars 2021, à seulement 18 ans, à l'occasion de la 22e journée de Pro D2 de la saison 2020-2021 face à Vannes. Il est titulaire en troisième ligne, mais les siens sont battus sur le score de 30 à 22. Il s'agit de son seul match de la saison.
La saison suivante, en 2021-2022, il s'impose dès les premières journées de championnat comme un titulaire indiscutable au sein de son équipe. Il réalise de très bonnes performances qui lui permettent notamment d'être appelé comme partenaire d'entraînement du XV de France en novembre 2021, âgé seulement de 19 ans,. Il joue au total 21 matchs dont 20 en tant que titulaire et inscrit un essai, le premier de sa carrière. Cette saison, le Stade montois termine à la première place de la phase régulière et se qualifie donc en demi-finale, où  le club affronte victorieusement Nevers. Puis en finale, les Montois rencontrent l'Aviron bayonnais. Banos est titulaire durant ce match mais son équipe est battue 20 à 49. Léo Banos est alors l'une des révélations de la saison en Pro D2,.
Très courtisé par de nombreux clubs de Top 14 après son excellente saison, dont l'Union Bordeaux Bègles et le Stade toulousain, Léo Banos choisit de rester dans son club formateur pour la saison 2022-2023.

### Départ au Stade toulousain
En cours de saison 2022-2023, Léo Banos annonce qu'il rejoindra le Stade toulousain en prêt pendant la Coupe du monde 2023, avant de s'engager définitivement avec ce club en 2024,. Il joue son premier match avec sa nouvelle équipe lors de la première journée de Top 14 de la saison 2023-2024, contre l'Aviron bayonnais. Il remplace Théo Ntamack à la 46e minute de jeu et son équipe est battue 26 à 7. Il est ensuite titularisé pour la première fois la semaine suivante, lors d'une victoire 38-13 face à Montpellier.

## Statistiques

### En club
| Saison                 | Club                   | Championnat | Championnat | Championnat | Coupe d'Europe                         | Coupe d'Europe                         | Coupe d'Europe                         |
| Saison                 | Club                   | Compétition | Matchs      | Essais      | Compétition                            | Matchs                                 | Essais                                 |
| ---------------------- | ---------------------- | ----------- | ----------- | ----------- | -------------------------------------- | -------------------------------------- | -------------------------------------- |
| 2020-2021              | Stade montois          | Pro D2      | 1           | -           | Pas de qualification en Coupe d'Europe | Pas de qualification en Coupe d'Europe | Pas de qualification en Coupe d'Europe |
| 2021-2022              | Stade montois          | Pro D2      | 21          | 1           | Pas de qualification en Coupe d'Europe | Pas de qualification en Coupe d'Europe | Pas de qualification en Coupe d'Europe |
| 2022-2023              | Stade montois          | Pro D2      | 25          | 3           | Pas de qualification en Coupe d'Europe | Pas de qualification en Coupe d'Europe | Pas de qualification en Coupe d'Europe |
| Total Stade montois    | Total Stade montois    | Pro D2      | 47          | 4           |                                        |                                        |                                        |
| 2023-2024              | Stade toulousain       | Top 14      | 2           | -           | Champions Cup                          |                                        |                                        |
| Total Stade toulousain | Total Stade toulousain | Top 14      | 2           | 0           | Champions Cup                          | 0                                      | 0                                      |
| Total                  | Total                  | Total       | 49          | 4           | Champions Cup                          | 0                                      | 0                                      |

### Internationales
Léo Banos a disputé neuf matchs avec l'équipe de France des moins de 20 ans en une saison, prenant part à une édition du Tournoi des Six Nations des moins de 20 ans en 2022 et à une édition du Six Nations Summer Series en 2022. Il a marqué un essai, soit cinq points.

## Palmarès

### En club
- Stade montois
  - Finaliste du Championnat de France de 2e division en 2022
- Stade toulousain
  - Vainqueur du Championnat de France en 2024[N 1] et 2025

### Distinctions personnelles
- Membre de l'équipe type du Tournoi des Six Nations des moins de 20 ans en 2022